# Theme for a Broken Soul
Theme for a Broken Soul è un album di musica elettronica e house del rapper statunitense Madlib sotto lo pseudonimo di DJ Rels, pubblicato nel 2004.
| Recensione | Giudizio |
| ---------- | -------- |
| AllMusic   | [ 1 ]    |
| Prefix     | [ 2 ]    |
| RapReviews | [ 3 ]    |

## Tracce
1. Don't U Know – 5:13
2. Sunrise – 5:47
3. Broken Soul/Dawn – 9:07
4. Universal Peace – 6:52
5. Sao Paulo – 4:42
6. Eclipse Pt. 1 & 2 – 4:39
7. Song for My Lady – 4:26
8. Moonride – 5:53
9. Waves – 4:55
10. The Doo (Do It) – 4:03
11. Diggin in Brownswood – 5:28
12. ... – 1:14